# Снігова королева (фільм, 2003)
«Снігова королева» (рос. Снежная королева) — новорічний фільм-мюзикл, знятий режисером Максимом Паперником у 2003 році за мотивами однойменної казки Ганса Крістіана Андерсена. Прем'єра відбулася на телеканалах «Інтер» (Україна) і «Росія» (Росія).

## Синопсис
За задумом авторів у новорічному фільмі-мюзиклі є все, що описано Андерсеном в його знаменитій казці «Снігова королева», але з атрибутами сучасного світу.

## У ролях
- Софія Ротару — фея квітів
- Крістіна Орбакайте — Герда
- Лайма Вайкуле — Снігова королева
- Микола Басков — Кай
- Надія Бабкіна — мама Герди
- Андрій Данилко — шаманка Ксенія
- Таїсія Повалій — астроном Інгрід, сестра шаманки Ксенії
- Наталія Ветлицька — принцеса
- Вадим Азарх — принц
- Геннадій Хазанов — ворон Карл
- Клара Новікова — ворона Клара
- Володимир Винокур — отаман розбійників
- «Дискотека Аварія» — розбійники
- Володимир Горянський — сніговик-священик
- Анатолій Дяченко — сніговик
- Наталя Могилевська — продавець сувенірів
- Олександра Ніколаєнко — троянда
- Олеся Жураківська — сніговик

## Трек-лист
1. «Увертюра» (муз. Ігор Крутой)
2. «Речка» (муз. Ігор Крутой, сл. Костянтин Арсенєв), вик. Надія Бабкіна
3. «Северные девки горячей» (муз. Ігор Крутой, сл. Костянтин Арсенєв), вик. Вєрка Сердючка
4. «Это просто сон» (муз. Ігор Крутой, сл. Лєра Массква), вик. Кристіна Орбакайте
5. «Карл у Клары украл кораллы» (муз. Ігор Крутой, сл. Домінік Джокер), вик. Геннадій Хазанов и Клара Новікова
6. «Белые ландыши» (муз. Ігор Крутой, сл. Виктор Пелєнягре), вик. Софія Ротару
7. «Только раз» (муз. Ігор Крутой, сл. Виктор Пелєнягре), вик. Лайма Вайкуле
8. «Воздушный замок» (муз. Ігор Крутой, сл. Костянтин Арсенєв), вик. Микола Басков
9. «Кушай» (муз. Ігор Крутой, сл. Евгений Муравйов), вик. Володимир Винокур
10. «Только не с тобой» (муз. Ігор Крутой, сл. ЛЄра Массква), вик. Кристіна Орбакайте
11. «Песенка разбойников» (муз. Ігор Крутой, Олексій Рижов, Олександр Шевченко, сл. Олексій Рижов), вик. группа «Дискотека Авария»
12. «Замело», вик. Таїсія Повалій
13. «Фонари» (муз. Ігор Крутой, сл. Ігор Ніколаєв), вик. Наталія Ветлицька та Вадим Азарх
14. «Когда прощаешься со сказкой» (муз. Ігор Крутой, сл. Костянтин Арсенєв), вик. Кристіна Орбакайте и Микола Басков.